# Элеонора Ланкастерская
Элеано́р Ланка́стерская (англ. Eleanor of Lancaster), также Элеано́р Плантагенет (англ. Eleanor Plantagenet; 1318—1372) — пятая дочь Генри, 3-го графа Ланкастера, и Матильды Чауорт; фрейлина королевы Филиппы Геннегау.

## Биография
Элеанор Ланкастерская родилась в 1318 году и была шестой из семи детей и пятой дочерью Генри Плантагенета, 3-го графа Ланкастера, и его жены, Мод Чауорт. Её отец был одним из руководителей низложения английского короля Эдуарда II, позднее выступал против фаворита Изабеллы Французской, Роджера Мортимера; мать была единственным ребёнком и богатой наследницей сэра Патрика де Чауорта, барона Кидуэлли, и его жены, Изабеллы Бошан. По отцовской линии Элеанор была внучкой Эдмунда Горбатого, 1-го графа Ланкастера, и Бланки д’Артуа, и, таким образом, была потомком королей Англии и Франции.
6 ноября 1330 года 12-летняя Элеанор была выдана замуж за Джона де Бомонта, 2-го барона Бомонта, сына и наследника Генри Бомонта, 1-го барона Бомонта, и его жены, Элис Комин, 2-й графини Бьюкен. Джон умер на турнире 14 апреля 1342 года, оставив Элеанор вдовой с двухлетним сыном, родившимся, когда Элеанор была фрейлиной королевы Филиппы Геннегау.
5 февраля 1344 года в церкви Диттон в Сток Поджисе, Бакингемшир, Элеанор вышла замуж во второй раз. Её избранником стал Ричард Фицалан, 10-й граф Арундел, сын и наследник Эдмунда Фицалана, 9-го графа Арундела, и Элис де Варенн. Предыдущий брак Ричарда с Изабеллой ле Диспенсер, заключённый по политическим мотивам, когда Ричарду было 7 лет, был аннулирован папой Климентом VI, сделав бастардами троих детей Ричарда и Изабеллы. Папа также выдал Ричарду разрешение на новый брак, которое было необходимо, поскольку первая и вторая жёны Ричарда были двоюродными сёстрами.

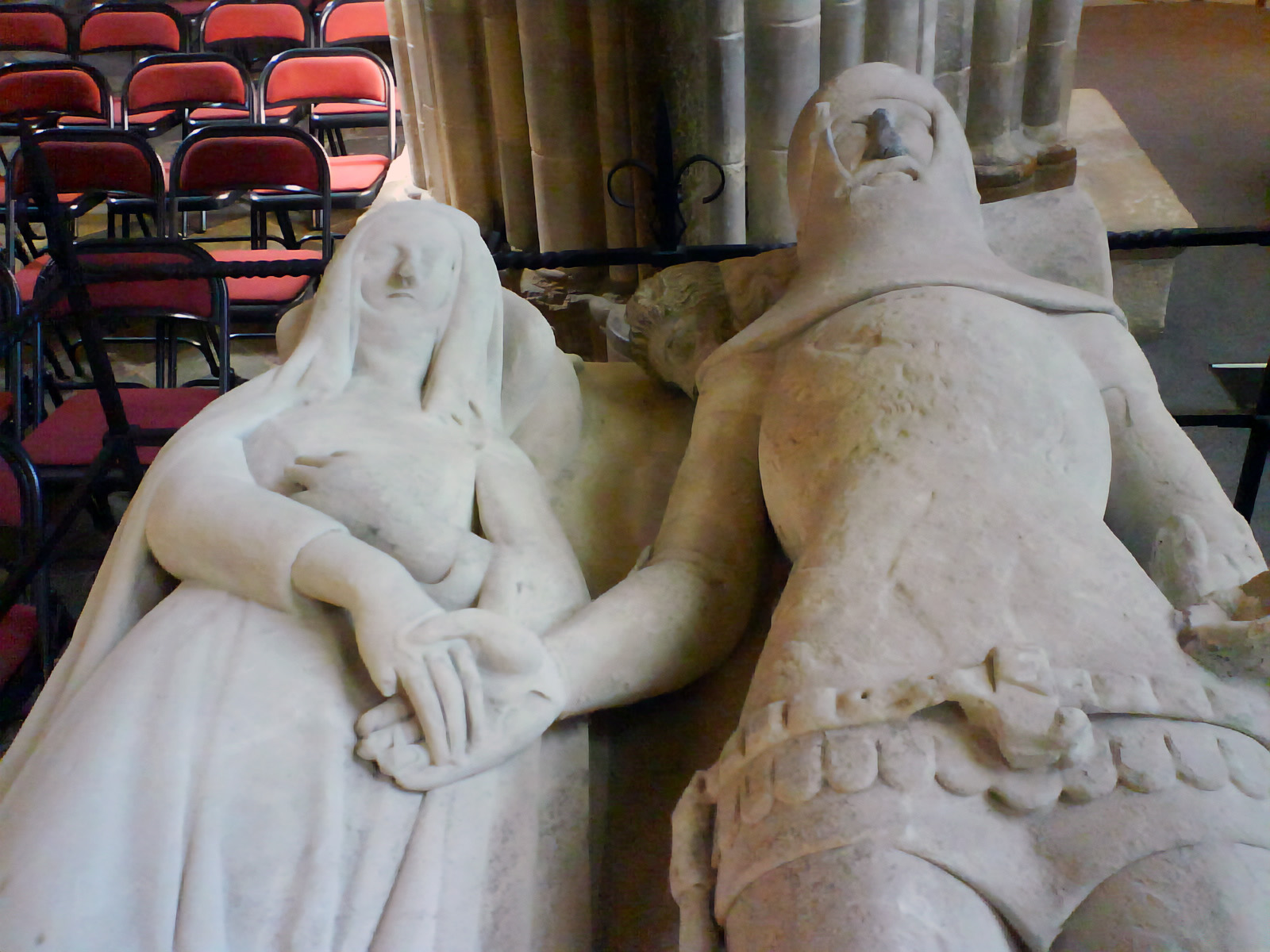
Мемориальное надгробие Элеанор и Ричарда Фицаланов в Чичестерском соборе.

Элеанор умерла в Арунделе в возрасте 53-х лет и была похоронена в монастыре Льюиса, Восточный Суссекс. Её муж Ричард скончался четыре года спустя и был похоронен рядом с Элеанор. Последней волей он выразил желание быть похороненным «рядом с могилой Элеанор де Ланкастер, моей женой; и я желаю, чтобы моя могила была не выше её; чтобы ни экипированных мужчин, ни лошадей, ни катафалка, ни другой роскоши не использовалось на моих похоронах, но только пять факелов… как при теле моей жены дозволяю…».

## Потомство
От Джона де Бомонта
- Генри (1340—1369[2]) — 3-й барон Бомонт; был женат на Маргарет де Вер[англ.], дочери Джона де Вера, 7-го графа Оксфорда, и его жены, Мод де Бадлсмер[англ.]; от которой имел одного ребёнка — сына Джона.

От Ричарда Фицалана
- Эдмунд (до 1346—ок. 1366)
- Ричард (1346—1397) — 11-й граф Арундел; был дважды женат: в первый раз — на Элизабет Богун[англ.], дочери Уильяма Богуна, 1-го графа Нортгемптона, и его жены, Элизабет де Бадлсмер[англ.], от которой имел семерых детей (5 дочерей, 2 сыновей)[3]; во второй раз — на Филиппе Мортимер, младшей дочери Эдмунда Мортимера, 3-го графа Марча, и его жены, Филиппы Кларенс, 5-й графини Ольстер, от которой имел сына Джона[3].
- Джон (до 1349—1379) — 1-й барон Арундел, граф-маршал Англии; был женат на Элеаноре Мальтраверс, 2-й баронессе Мальтраверс, дочери сэра Джона Мальтраверса и Гвентлиан, от которой имел семерых детей (2 дочери, 5 сыновей)[4].
- Томас (ок. 1353—1413) — архиепископ Кентерберийский, лорд-канцлер Англии.
- Джоан[англ.] (1347/1348—1419) — была замужем за Хамфри де Богуном, 7-м графом Херефордом, от которого родила двух дочерей — Элеанор и Мэри.
- Элис[англ.] (1350—1416) — была замужем за Томасом Холландом, 2-м графом Кентом, от которого родила десять детей (6 дочерей, 4 сыновей)[5].
- Мэри
- Элеанор (1356—до 1366)